# Pont de Seohae
Le pont de Seohae (en coréen : 서해대교) est un pont à haubans qui relie Pyeongtaek et Dangjin, en Corée du Sud.

## Historique
La construction du pont a commencé en 1993 et s’est achevée en 2000 pour un coût de 677,7 milliards de wons. Un accessoire (et quelques segments préfabriqués) sont tombés le 5 août 1999 durant la construction en raison du typhon Olga. Le pont a ouvert le 9 novembre 2000.